# Michael J. Chen
Michael J. Chen ist ein US-amerikanischer Schauspieler und Filmschaffender chinesischer Abstammung.

## Leben
Chen erlangte seinen Bachelor of Arts in Theaterschauspiel an der University of Colorado Boulder. Neben Englisch spricht er fließend Mandarin. 2018 debütierte er im Kurzfilm Trusted als Schauspieler. Für denselben Film fungierte er zusätzlich als Drehbuchautor und Produzent. 2019 folgte eine Rolle im Kurzfilm Waiting, ehe er 2020 die Hauptrolle des Chen Jizhou im Kurzfilm Rush erhielt. Neben seiner Tätigkeit als Schauspieler wirkte er zusätzlich als Drehbuchautor, Produzent und Regisseur mit. 2021 erschien die Miniserie Leaked, in dieser er ebenfalls Funktionen als Schauspieler und Filmschaffender übernahm. 2022 stellte er die größere Rolle des Parker in Titanic 666 dar.
Als Theaterdarsteller wirkte Chen vor allem am Colorado Shakespeare Festival mit.

## Filmografie (Auswahl)

### Schauspiel
- 2018: Trusted (Kurzfilm)
- 2019: Waiting (Kurzfilm)
- 2020: Rush (Kurzfilm)
- 2021: Leaked (Miniserie)
- 2022: Titanic 666
- 2024: Navy CIS (NCIS, Fernsehserie, Episode 21x05)

### Filmschaffender
- 2018: Trusted (Kurzfilm; Drehbuch, Produktion)
- 2020: Rush (Kurzfilm; Drehbuch, Produktion, Regie)
- 2021: Leaked (Miniserie; Drehbuch, Produktion, Regie)

## Theater (Auswahl)
- Taming of the Shrew, Colorado Shakespeare Festival
- Julius Caesar, Colorado Shakespeare Festival
- Dust Storm (One Man Show), Theatre Esprit Asia
- Paw Patrol Live! (China National Tour), VStar Entertainment